# San Miguel (Desamparados)
San Miguel – dystrykt w kantonie Desamparados, w prowincji San José, w Kostaryce.

## Historia
Dystrykt San Miguel został założony 2 lipca 1913 roku.

## Geografia
San Miguel ma powierzchnię 21.36 kilometrów kwadratowych i leży na wysokości 1,230 m n.p.m..

## Demografia
Według spisu ludności z 2011 roku dystrykt San Miguel liczył 31,805 mieszkańców.

## Transport

### Transport drogowy
Przez San Miguel biegną następujące drogi krajowe:
- Droga krajowa nr 206
- Droga krajowa nr 304